# دابوالا
دابوالا شهری در شهرستان پلا در استان بولکیمده در بورکینافاسوی غربی مرکزی است جمعیت آن ۱۴۶۲ نفر است.